# خاجا نین
خاجا نین (انگلیسی: Khadja Nin؛ زادهٔ ۲۷ ژوئن ۱۹۵۹) خواننده اهل بوروندی است.